# 标曼话
标曼话 (autonym: bjau31 moːn31)是中国广西一种勉语支语言。分布在桂林市荔浦市、平乐县和梧州市蒙山县。 
标曼话与标敏方言不同，它是另一种勉语，分布在广西全州北部和恭城瑶族自治县。另外，标曼话不属于勉方言。

## 名称
标曼话的几种名称有(民族语)：
- 标勉
- 标勉
- 长坪

据Luang-Thongkum (1993)，标曼是指Muen。

## 变体
Mao (2004)给出了蒙山县长坪乡东坪垌村标曼话的详细记录。

平乐县桥亭乡六冲的“标曼话”(bjau22 mwan22)由唐永亮(1994)记录；另一“标曼”方言分布在东坪洞 (Tang 1994)。:5
另一种勉语：罗香话(坳标)分布在广西金秀县，与标曼话关系密切但并不相同。